# أليمتوزوماب
أليمتوزوماب هو جسم مضاد وحيد النسيلة يستخدم في حالات ابيضاض الدم الليمفاوي المزمن ولمفوما جلدية تائية الخلايا. يستخدم أيضاً في بعض علاجات اللمفومة لاهودجكينية وزراعة النخاع العظمي وزرع الكلى وزرع أنسجة خلايا الجزيرة.
التجارب السريرية الحالية تدرس استخدامه في حالات التصلب اللويحي.